# 湖北郵便局
湖北郵便局（こほくゆうびんきょく）
- 滋賀県長浜市にある郵便局。本記事にて記述する。
- 千葉県我孫子市にある郵便局。局番号は05180。

湖北郵便局（こほくゆうびんきょく）は、滋賀県長浜市にある郵便局。民営化前の分類では集配特定郵便局であった（現在は集配機能を廃止）。

## 沿革
- 1884年（明治17年）7月1日 - 河毛（かわげ）郵便局（五等）として開設[1]。
- 1885年（明治18年）10月1日 - 貯金取扱を開始。
- 1887年（明治20年）3月10日 - 速水（はやみ）郵便局に改称。
- 1890年（明治23年）10月16日 - 為替取扱を開始。
- 1897年（明治30年）3月21日 - 速水郵便電信局となる。
- 1903年（明治36年）4月1日 - 通信官署官制の施行に伴い速水郵便局となる。
- 1955年（昭和30年）11月1日 - 湖北郵便局に改称[2]。
- 1971年（昭和46年）8月20日 - 電話の加入および料金に関する簡易な事務を除く電話交換業務を、長浜電報電話局に移管。同日、朝日郵便局[3]から和文電報配達業務を移管。
- 1984年（昭和59年）2月1日 - 和文電報配達業務を木之本電報電話局に移管。
- 2007年（平成19年）10月1日 - 民営化に伴い、併設された郵便事業長浜支店湖北集配センターに一部業務を移管。
- 2012年（平成24年）10月1日 - 日本郵便株式会社発足に伴い、郵便事業長浜支店湖北集配センターを湖北郵便局に統合。
- 2016年（平成28年）2月29日 - 集配業務を長浜郵便局に移管、無集配局となる。

## 取扱内容
- 郵便、印紙、ゆうパック、内容証明
- 貯金、為替、振替、振込、国際送金、国債
- 生命保険、バイク自賠責保険
- ゆうちょ銀行ATM

## 周辺
- 長浜市役所 湖北支所
- 長浜市立湖北中学校
- 国道8号
- 高時川

## アクセス
- JR北陸本線 河毛駅から西へ約800m（徒歩約18分）
- 湖国バス 速水停留所下車
- 北陸自動車道 長浜ICから北西へ約10km、木之本ICから南へ約7km
- 滋賀県道258号速水片山線沿い
- 駐車場あり：6台